# ブレア (カリフォルニア州)
ブレア（Brea）は、アメリカ合衆国カリフォルニア州のオレンジ郡にある都市。人口は4万7325人（2020年）。ロサンゼルスの南東53キロメートルに位置している。
1880年に油田の存在が確認され、1894年から石油会社ユノカルが大規模な油井群を建設し採掘した。この地域はスペイン語でアスファルトを意味する「ブレア」と呼ばれるようになった。1917年、人口が増えたため法人化し「ブレア市」が誕生した。第二次世界大戦後は石油産出量は先細りとなり、代わって住宅開発が活発になった。1970年代には大型ショッピングモールが複数建設され買い物客を集めた。

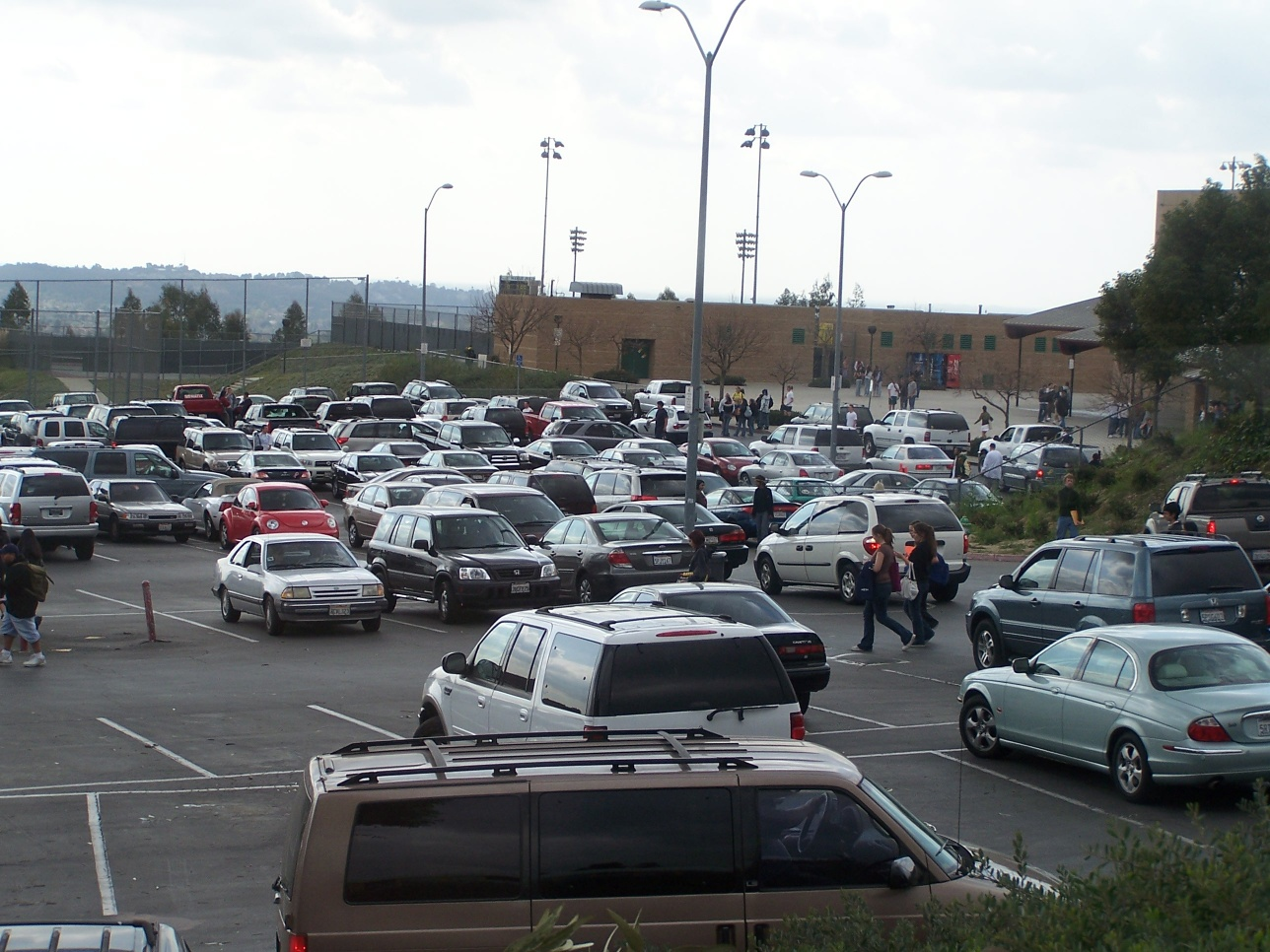
オリンダ高校 駐車場

埼玉県飯能市の姉妹都市である。